# Desa Muaracikadu
Desa Muaracikadu är en administrativ by i Indonesien.   Den ligger i provinsen Jawa Barat, i den västra delen av landet, 140 km söder om huvudstaden Jakarta.